# Месопотамия
Вижте пояснителната страница за други значения на Месопотамия.
Месопотамия (от гръцки: Μεσοποταμία – „междуречие“), също Двуречие или Междуречие, се наричат земите, разположени между реките Тигър и Ефрат. 
В тези земи благодарение на разливите на Тигър и особено - на Ефрат, подобни на тези на река Нил в Египет, възникват някои от най-древните цивилизации като Шумер, Акад и Асирия, а в началото на II хилядолетие пр.н.е. започва обединение на почти цялата област около град Вавилон. След превземането от персите на Нововавилонското царство историята на областта е свързана с тях, а по-късно и с елинстичните култури и с разпространението и утвърждаването на християнството и исляма.

## География и етимология
Месопотамия обхваща земите между реките Ефрат и Тигър, като и двете започват от планините на Арменското плато в съвременна Турция. И двете реки се захранват от множество притоци, и цялата речна система заема огромен планински район. Сухопътните пътища обикновено следват руслото на Ефрат, защото бреговете на Тигър често са стръмни и труднопроходими. Климатът в района е полупустинен, с обширни пустини на Север, които постепенно преминават в район на блата, лагуни, тръстикови крайбрежия и плитчини на Юг, заемащ около 15 000 km2. В крайния Юг Ефрат и Тигър се съединят и се вливат в Персийския залив. Северно областта граничи с планините на Армения, а южно достига Персийския залив. На Запад граничи със Сирийската степ, а на Изток – с планинските възвишения на Западен Иран.
Регионалният топоним Месопотамия идва от корените на древногръцките думи μέσος („мезо“ – средна) и ποταμός („потамос“ – река) и буквално означава „(земя) между реките“. Най-старата му известна употреба е в Ἀλεξάνδρου ἀνάβασις (Анабазис Александри – „Походите на Александър“) на Ариан. Съчинението е писано през втората половина на 2 век, но изрично се позовава на източници от времето на Александър Велики (IV в. пр.н.е.). В Анабазис Александри така е обозначена земята източно от Ефрат в Северна Сирия. Арамейската дума biritum/ birit narim съответства на сходна географска представа. По-късно терминът Месопотамия се използва по-общо за всички земи между Ефрат и Тигър, включвайки не само части от Сирия, но и от Ирак и Югоизточна Турция. Често в по-широко географско значение на топонима се включват съседните степи западно от Ефрат и западната част на планината Загрос – на изток.
Допълнително разграничение обикновено се прави между Горна (или Северна) Месопотамия, наричана Джазира и Долна (или Южна) Месопотамия. Под Джазира се разбира областта между Ефрат и Тигър – от изворите им до Багдад (намира се в Месопотамската низина и е разделен на две части от река Тигър), докато Долна Месопотамия е територията от Багдад до Персийския залив. В съвременната академична употреба терминът Месопотамия често има хронологична конотация. Той обикновено се използва за обозначаване на региона преди арабските завоевания, а ползваните от мюсюлманите имена, като Сирия, Джазира и Ирак - за описване на региона след тях.

## История

### Периодизация
- Праистория
  - Докерамичен неолитен период А (10 000 – 8700 г. пр.н.е.)
  - Докерамичен неолитен период B (8700 – 6800 пр.н.е.)
  - Култури Хасуна (~ 6000 пр.н.е. – ?), Самара (~ 5700 г. пр.н.е. -4900 г. пр.н.е.) и Халаф (~ 6000 пр.н.е. – 5300 г. пр.н.е.)
  - Обейдска култура (5900 – 4400 г. пр.н.е.)
  - Период Урук – урукска култура (4400 – 3100 г. пр.н.е.)
  - Период Джемдет-Насър (3100 – 2900 г. пр.н.е.)[11]
- Раннобронзова епоха
  - Раннодинастичен период (2900 – 2350 г. пр.н.е.)
  - Акадско царство (2350 – 2100 г. пр.н.е.)
  - Трета династия на Ур (2112 – 2004 г. пр.н.е.)
  - Ранноасирийско царство (XXIV до XVIII в. пр.н.е.)
- Среднобронзова епоха
  - Ранно Вавилонско царство (XIX до XVIII в. пр.н.е.)
  - Първа вавилонска династия (от XVIII до XVII в. пр.н.е.)
  - колапс: Минойски потоп (ок. 1620 г. пр.н.е.)
- Къснобронзова епоха
  - Средноасирийски период (XVI до XI в. пр.н.е.)
  - Асирийско царство (ок. 1365 г. пр.н.е. – 1076 г. пр.н.е.)
  - Каситска династия във Вавилон (ок. 1595 г. пр.н.е. – 1155 г. пр.н.е.)
  - Бронзов колапс: край на бронзовата епоха (XII до XI в. пр.н.е.)
- Желязна епоха
  - Къснохетски (или Сирохетски) царства в региона (XI до VII в. пр.н.е.)
  - Новоасирийско царство (X до VII век пр.н.е.)
  - Нововавилонско царство (VII до VI век пр.н.е.)
- Античност
  - Персийска Вавилония, Ахеменидска Асирия (VI до IV век пр.н.е.)
  - Селевкиди (IV до III век пр.н.е.)
  - Партска Вавилония (III век пр.н.е. до III век)
  - Осроене (II в. пр.н.е. до III век)
  - Адиабена (I – II век)
  - Хатра (I – II век)
  - Римска Месопотамия, Римска Асирия (II век)
- Късна античност
  - Персийска Месопотамия, Персийски Азуристан (Асирия) (III до VII век)
  - Завладяване на Месопотамия от арабите (средата на VII век)

### Условия за развитието на цивилизация
Регулираното от хората напояване, на което се базират местните култури, се основава на високите подпочвени води и топенето на снеговете по високите върхове на планината Загрос и Арменското плато. Ползата от напояването в региона зависи от способността да се мобилизира достатъчно работна ръка за изграждане и поддържане на напоителни канали, и това от най-ранните периоди в човешката история подпомага развитието на селища и централизирана система на политическа власт. В района като цяло липсват строителни камъни, благородни метали и дървен материал и за да се осигурят тези стоки, исторически се е разчитало на търговия със селскостопански продукти на далечни разстояния. В блатата в южната част на района, още от праисторически времена съществува развита риболовна култура.

### Шумерски период
Историята на Древна Месопотамия започва с появата на селища по време на Убаидската култура (около 5300 г. пр.н.е.). Селищата тогава още не са оформени като градове, но има храмове, напоителни съоръжения, калдъръмени улици. В края на периода се забелязва опустяване, което може да е свързано с нашествието на шумерите.
Около 3300 – 3200 г. пр.н.е. в Южна Месопотамия (Междуречието), по долното течение на реките Тигър и Ефрат, се появяват шумерите – народ, чиито произход и първоначално местоживеене не са известни. След заселването им в Месопотамия основният им поминък става земеделието. Занимават се с отглеждане на едър добитък, овце, кози, свине. Строят жилищата си от тръстика, но познават и неизпечените тухли. Необходимостта от изграждането на иригационни съоръжения вече е в мащаб, надминаващ възможностите на семейството и дори на - родово-общинния град. След време от общините се отделят по-силните родове, които се стремят да завладеят по-плодородните земи. Именно те създават племенната аристокрация. В резултат на борбите между общините се появяват и робите. Градовете достигат население от по 10 000 души, в тях има дворци и храмове От този период е и първата засвидетелствана (и може би - първата съществуваща) писменост в човешката история.
Около 3000 г. пр.н.е. възникват първите градове-държави, които в мирно време са управлявани от главния жрец на зикурата – „енси“, а по време на война от лугала на града. Най-могъщи от тези градове държави са: Ур, Ериду, Ларса, Нипур, Лагаш, Урук, Сипар, Шурупак. Те дължат богатството си на развитието на занаятите и търговията. Техните владетели строят дворци, издигат храмове и гробници. Шумерите изнамират цветното стъкло; издигат на високо ниво златарското изкуство. От занаятчиите по това време се изработват мечове, чаши, цветно стъкло, предмети от злато. Свободните членове на общините (родово-племенните обществени формации) все още владеят голяма част от земята. Шумерите поставят началото на икономическото и културното развитие на Месопотамия. Те откриват грънчарството и каруцарското колело, бронза, създават клинописното писмо. Шумерите създават правни кодекси; в литературата особено значение имат епосите с митологично съдържание (Епоса за Гилгамеш). Посредством търговските им контакти, влиянието им достига до Мала Азия и Египет.

### Акадски период
В началото на III хилядолетие пр.н.е. в Месопотамия нахлуват номадски източносемитски племена – акадите. Те постепенно преминават към заседнал, земеделски начин на живот. След дълги борби побеждават шумерите, асимилират се с тях и основават град и държава, под името Акад.
В средата на III хилядолетие пр.н.е. особено значение придобива шумерският град-държава Лагаш. Около 2470 г. пр.н.е. нейният владетел Еанатум разбива войските на Лугас-Загиси владетел на град Ума, превзема Южна Месопотамия и поставя под своя зависимост градовете: Ур, Урук, Ериду, Ларса. Побеждава източните си съседи – еламитите. Той строи храмове и дворци, грижи се за земеделието (разширява мрежата от канали), усъвършенства военната техника. Победата си над Ума увековечава с прекрасен паметник – каменна плоча, наречена „Стела на ястребите“. Наследникът му Ентемена – негов племенник, с успех отбива набезите на Елам. Жестоката експлоатация от страна на богатите предизвиква недоволство сред народа. В Лагаш избухва въстание, предвождано от Урукагина. Подкрепен от жречеството той завзема насилствено властта и става „патес“ (ок. 2370 г. пр.н.е.). В продължение на няколкогодишното си управление провежда много реформи с цел да намали влиянието на аристокрацията, да подобри положението на свободните общинници и да укрепи общините. Около 2400 г. пр.н.е. възползвайки се от вътрешните междуособици в Лагаш и подкрепен от недоволната от реформите аристокрация, шумерският владетел Ума Лугал-Загиси завладява Лагаш. Покорява и Урук, Ур и Ларса. Установява столицата на обединената държава в град Урук. Около 2350 г. пр.н.е. Лугал-Загиси е победен от Саргон I Велики, владетел на Акад. Около 2300 г. пр.н.е. той обединява под своя власт значителна част от Месопотамия, покорява Сирия, завладява земи в Мала Азия и на остров Кипър. Основава първата голяма семитска държава. Стреми се да въведе единна икономика и администрация върху цялата територия, с цел да заздрави държавата, чието население е съставено от различни племена. Установява единна система от мерки и теглилки, построява нови канали, пръв организира постоянна професионална армия. Разширява значително своя дворец, за да подслони многолюдния си двор (своите придворни), към който се числят и някои представители на аристокрацията от покорените градове-държави. Наследниците на Саргон I, които се титулуват „господари на четирите страни на света“ продължават неговата завоевателна политика.
Около 2200 г. пр.н.е. Месопотамия е завладяна от гутеите (кутиите) – племе от Иранските планини. Те ограбват и разрушават богатите градове на Акад и Шумер. Отслабват позициите на робовладелците в Месопотамия. Административен център на страната по това време е Лагаш, а негов патеси е Гудеа. Езикът на акадите остава международен език до края на I в. пр.н.е., т.е. надживява управлението на гутеите, което продължава около 125 години.
Около 2140 г. пр.н.е. държавата Ур става най-могъщият град-държава в Месопотамия, в която настъпва т.нар. „Шумеро-акадски период“. Гутеите са победени от управляващата по това време II династия. Шумерите превъзхождат с културата си Акад, но предходното двувековно господство на семитите оказва силно влияние върху тази култура и довежда до обединяване на шумерските и семитски елементи.
Около 2100 г. пр.н.е. на територията на Месопотамия започват да нахлуват нови племена – аморити и еламити. След нашествието им, държавата Ур е завладяна и разбита. Започва борба за господство над Шумер и Акад. Победител излиза вавилонският цар – Хамурапи.

### Ранно Вавилонско царство
След продължителни войни – Хамурапи създава Ранното Вавилонско царство (т.нар. „Древен Вавилон“), което достига най-големия си разцвет през време на неговото царуване. Покорява цяла Месопотамия и изгражда единен, централизиран апарат, който засилва политическото значение на Вавилон. По негово поръчение е разработен и издаден сборник от закони, т.нар. „Законник на Хамурапи“. С него той цели да наложи единно право в цялата държава. Кодексът изяснява редица въпроси, свързани с класовия характер на обществото, с развитието на земеделието, занаятите и търговията, със съсловното деление на свободното население, с робството и неговия характер. След смъртта на Хамурапи започва период на вътрешни междуособици и нашествие на чужди племена. Те довеждат до упадък на вавилонската държава.
Около 1530 г. пр.н.е. хетският цар Муршил I напада Вавилон. Градът е опустошен и разграбен. Отслабената древно-вавилонска държава постепенно запада. В края на XV – XII в. пр.н.е. във Вавилон господстват каситите, които основават т.нар. „Каситска династия“ (период на т.нар. „Средновавилонска държава“). Налагайки властта си, касигите приемат вавилонската култура и език. Вавилон загубва политическото си значение, води непрекъснати войни с растящата мощ на Асирия и Елам и към XII в. пр.н.е. претърпява окончателно поражение.

### Асирийско царство
При царуването на Тиглатпаласар I Асирия става особено мощна държава. Той завладява Вавилон, Северозападна Месопотамия, Северна Сирия, Финикия и Кипър. Полага грижи за икономиката на страната, в която решаваща роля има земеделието. Следват унищожителни войни на Асирия с арамейците (семитско племе, дошло от Сирийско-арабската пустиня; част от него е позната под името халдейци). През XII-XI в. пр.н.е. арамейците основават първата си държава в поречието на Ефрат и в Горна Сирия. Завладяват Горна Месопотамия, Вавилон и създават независими малки държави. Ограничена териториално (земите край Тигър) Асирия загубва предишното си значение. През 909 – 889 г. пр.н.е. Ададнирари II, асирийски владетел, отблъсква нашествениците и извежда страната от упадък. Използвайки желязно оръжие (усвоено от хетите) асирийците завоюват нови успехи. Ашурбанипал II, асирийски владетел, води многобройни, победоносни битки и значително разширява границите на Асирия, налага данъци на покорените и се прочува с жестокостта си. Тогава и по-късно Асирия води завоевателни войни и разполага с многобройна армия и чиновници. Започва масово преселничество и стичане в страната на огромен брой роби, което довежда в значителна степен до обедняване на народа. Трудът на робите измества труда на свободните занаятчии. Асирийските владетели ограбват покорените страни, трупат огромни богатства, които използват за нуждите на двора, армията и за изграждането на нови строежи.
В периода (859 – 824 г. пр.н.е.) Салманасар III поставя под своя зависимост Израел, Тир, Сидон и покорява Вавилон. В периода (745 – 727 г. пр.н.е.) Тиглатпаласар III, издигнат на трона от армията, създава могъща асирийска империя, със силна държавна организация. Покорява цял Вавилон, превзема Сирия и град Дамаск. Води победоносни борби срещу Урарту, силна държава на територията на съвременна Армения и заплашва с обсада столицата ѝ Тушпа (на брега на езерото Ван). За да предотврати бунтове, масово преселва покорените народи. Управлението на Саргон II (722 – 705 г. пр.н.е.) е връх в мощта на Асирия, която завладява Израел, Самария и Хетската държава северно от Сирия, покорява Урарту и превзема столицата ѝ Тушпа. Саргон II успява да усмири постоянните бунтове във Вавилон. Между 705 – 681 г. пр.н.е. на власт е Синахериб, наследник на Саргон II. Синахериб разрушава Вавилон (689 г. пр.н.е.) и избива жителите му. Построена е нова столица на Асирия – Ниневия (последна столица на Асирийското царство). Приемник на Синахериб става неговият син Асархадон. Той потушава бунта в Сидон и покорява Финикия. През периода 673 – 670 г. пр.н.е. завзема Долен Египет, който до 663 г. пр.н.е. остава под господството на Асирия. Смазва въстанието в Урарту, воюва със скитските и мидийски племена. По негово време е построен дворец в Ниневия и е възстановен разрушеният Вавилон.
Ашурбанипал, третият син на Асархадон, определен от баща си за наследник е последният велик владетел на Асирия. Управлява държава, която се простира от Персийския залив до Средиземно море. Разгромява въстанието, организирано от брат му, цар на Вавилон и разрушава превзетия Вавилон (648 г. пр.н.е.); след дълга война побеждава Елам и покорява столицата ѝ Суза (639 г. п.р. н.е.). В огромната държава избухват чести бунтове, които водят до отслабване силите на Ашур-банипал (възползувайки се от това, Псаметик I, владетелят на Египет, провъзгласява независимостта си). По време на Ашурбанипал асирийската култура и архитектура достигат своя разцвет. В намерената знаменита Библиотека на Ашурбанипал се съхраняват писмени паметници на вавилонците, акадците и асирийците. 

### Нововавилонско царство
Набопаласар, основоположник на новата халдейска династия управлява през 625 – 605 г. пр.н.е. Възстановява вавилонската държава и отхвърля асирийското иго. Съвместно с царя на Мидия, чиито племена населяват Северозападен Иран, напада Асирия и в 612 г. пр.н.е. превзема столицата ѝ Ниневия (разкопана едва в XIX в.).
В периода (605 – 562 г. пр.н.е.) царува Навуходоносор II. През 605 г. пр.н.е. в Битката край Кархемъш спечелва победа над съюзилия се с Асирия египетски фараон Нехо II и унищожава асирийската държава. Територията на Асирия се поделя между Мидия и Вавилон. Възниква т.нар. „Нововавилонско царство“ (или халдейско), наречена така по наименованието на семитското племе – халдеи, което се появява в началото на I хилядолетие пр.н.е. във Вавилон. При Навуходоносор II Нововавилонското царство става могъща сила. Границата ѝ на запад достига чак до Средиземно море. Вавилонците превземат Палестина (през 586 г. пр.н.е.), завладяват и разрушават Ерусалим, отвеждат голяма част от населението му във Вавилон (т.нар. Вавилонски плен). Освен, че покоряват евреите, вавилонците установяват и господство над Финикия (с което тогава основаната финикийска колония в Африка и по-късен хегемон над Средиземноморието – Картаген - става независима от своята метрополия Тир) и Сирия. Столицата на държавата град Вавилон е значително разширена, обградена с яки стени и разкрасена с нови дворци и храмове. Тя се превръща в търговски център на Азия.
През 538 г. пр.н.е. се състои Битката край Опис, в която персийският цар Кир ІІ Велики побеждава последния вавилонски владетел Балтазар – известен от легендарния пир (угощение) в навечерието на падането на Вавилон, когато - според "Библията", "Книга на Данаиил", част 1, гл. 5 - тайнствена ръка изписва на стената на двореца думите: „Мене, текел, фарес.“ ("Пресметнато, претеглено, разнесено."), което се приема като поличба за упадъка на Вавилон. Кир II Велики слага край на краткотрайното господство на Нововавилонското царство и го включва в пределите на великата Персийска империя.

## Култура

### Езици и писменост
Най-ранният записан език в Месопотамия е шумерският – аглутинативен изолиран език. Заедно с шумерския, в ранна Месопотамия се говорят и семитски диалекти. Акадският език доминира по време на Акадското и Асирийското царство, но шумерският се запазва в администрацията, религията, литературата и науката. Различни разновидности на акадския се използват чак до края на Нововавилонския период. Арамейският, който вече е станал общ за Месопотамия, става официалния местен език на администрацията, първо - на Новоасирийското царство, след това и на Персийската империя на Ахеменидите. Акадският език запада, но заедно с шумерския, продължава да се използва в храмовете още няколко века. Последните текстове на акадски датират от края на I век.
Клинописното писмо е изобретено в Месопотамия около средата на IV хилядолетие пр.н.е. Думата „клинопис“ се дължи на триъгълния връх на стилата (длета, оформени като писалки и използвани за оставяне на знаци с клиновидна форма върху мокра глина). Стандартизираната форма на всеки знак изглежда е разработена от пиктограми. Най-ранните текстове (7 плочки) са открити в храм É, посветен на богинята Инана в Урук. Ранната логографическа система на клинопис отнема продължителен период за овладяване, което предполага усвояването му от ограничен брой наемани писари, обучавани в използването му.
По време на третото хилядолетие пр.н.е. се развива много тясна културна симбиоза между шумери и акадци, включително и широко разпространение на билингвизма. Влиянието на шумерския върху акадския език (и обратно) е очевидно във всички области, от лексикални заемки в голям мащаб до синтактична, морфологична и фонетична конвергенция. Това кара учените да се отнасят към двата езика от третото хилядолетие пр.н.е. като „езиков съюз“. Акадският постепенно заменя шумерския като говорим език в Месопотамия някъде между III и II хилядолетие пр.н.е. (точната датировка е въпрос на дебат), но шумерският продължава да се използва език на религията, церемониите, литературата и науката в Месопотамия до I век.

### Математика и астрономия
Математиката и другите точни науки в Месопотамия са на базата на шестдесетична (с основа 60) бройна система. Тя е източник на съвременните 60-минутен час, 24-часов ден и 360-градусов кръг. Шумерският календар се основава на 7-дневна седмица. Тази форма на математика служи като средство при шумерската картография. Вавилонците също така извеждат теореми за това как се измерва площта на някои форми (геометрични фигури) и тела. Те измерват обиколката (периметъра) на кръг като 3 пъти диаметъра му и площта като 1/12 част на квадрата на обиколката, което би било коректно, ако числото пи е равно точно на 3 (открита е и глинена плочка, в които пи се използва като 25/8 (3,125 вместо 3,14159 ~). Обемът на цилиндър е изчисляван вярно, като произведението от площта на основата и височината, но обемите на пресечен конус и на квадратна пирамида - като произведението на височината по половината от размера на основата, което не е вярно. Също така вавилонците са известни и с вавилонската миля, мярка за разстояние, равна на около 7 съвременни мили (11 km). Това измерване на разстояние в крайна сметка се превръща в мярка, използвана за измерване на пътя на Слънцето (привидното му изместване по хоризонта, докато всъщност Земята се движи) и представляващо мярка за време.
Вавилонските астрономи са напреднали за времето си и успяват да се предскажат с голяма точност датите на затъмнения и слънцестоения. Разпространено е схващането, че всичко в астрономията е създадено с някаква цел. Това се използва масово в религията и за поличби. Месопотамските астрономи въвеждат 12-месечен календар, въз основа на циклите на Луната. Те разделят годината на два сезона: летен и зимен. Произходът на астрономията, както и на астрологията, датира от това време. През VIII и VII век пр.н.е., вавилонските астрономи разработват нов подход към астрономията. Те изучават философия, занимавайки се с идеята за идеалния характер на първоначалната Вселена и започват да използват вътрешна логика в рамките на своите прогнозни планетни системи. Това е важен принос към астрономията и философията на науката и някои учени считат този нов подход като „Първата научна революция“. Този нов подход към астрономията е приет и доразвит в гръцката и елинистическата астрономия.
По времето на Селевкидите и Партската държава астрономията е точна наука; колко по-рано са разработени съвременните им знания и методи е несигурно. Развитието на вавилонските методи за предсказване на движението на планетите се смята за основен момент в историята на астрономията.